# Zaton (ort i Kroatien, Dubrovnik-Neretvas län)
Zaton är en ort i Kroatien.   Den ligger i länet Dubrovnik-Neretvas län, i den sydöstra delen av landet, 400 km söder om huvudstaden Zagreb. Zaton ligger 16 meter över havet och antalet invånare är 862.
Terrängen runt Zaton är kuperad åt nordost, men åt sydväst är den platt. Havet är nära Zaton åt sydväst.  Närmaste större samhälle är Dubrovnik, 6,5 km sydost om Zaton. 